# 1731 Smuts
Smuts (asteróide 1731) é um asteróide da cintura principal com um diâmetro de 54,07 quilómetros, a 2,7810995 UA. Possui uma excentricidade de 0,1230518 e um período orbital de 2 062,79 dias (5,65 anos).
Smuts tem uma velocidade orbital média de 16,72520539 km/s e uma inclinação de 5,93159º.
Esse asteróide foi descoberto em 9 de Agosto de 1948 por Ernest Johnson.